# Sigurds Cross

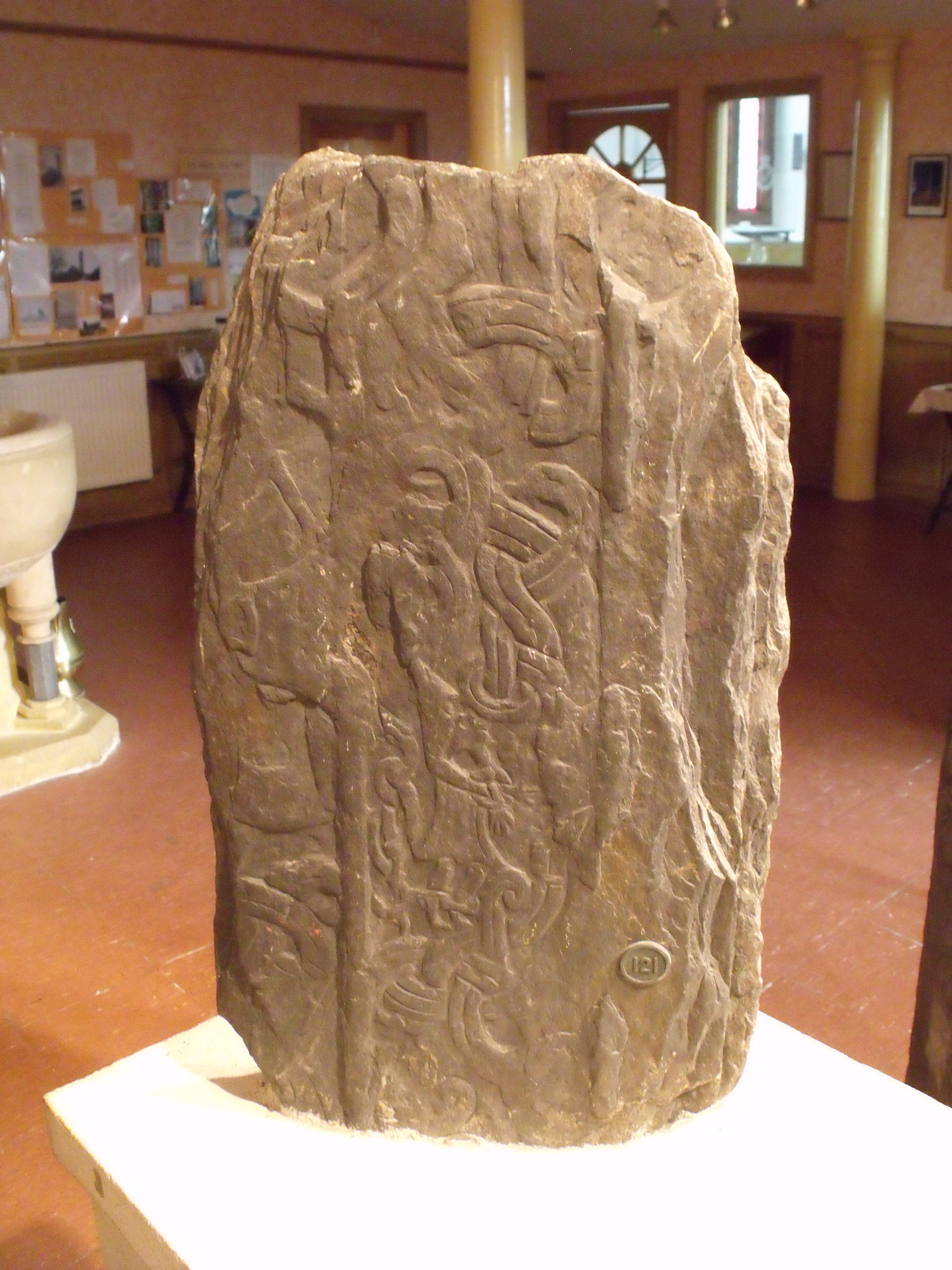
Sigurds Cross

Das Sigurds Cross (engl. "Siguards Cross; auch Fafnir's Bane (Fluch) genannt - No. 121") wird mit fünf anderen Kreuzfragmenten (darunter das Thorwald's-Cross) in der Kirche von Andreas (engl. "Kirk Andreas") im Norden der Isle of Man ausgestellt. Es ist eine von vier so genannten Sigurdplatten auf der Insel. Die anderen drei stehen in der Maughold Kirk (Sigurd Slab), in Jurby und in Malew.
Das Siguard's Cross stammt aus dem späten 10. Jahrhundert. Der obere Teil des Kreuzes ist abgebrochen. Der Schaft ist mit einem breiten flachen Kreis mit Darstellungen auf jeder Seite versehen. Die gesamte Dekoration ist frei von keltischen Einflüssen und die Randzier besteht aus zoomorphen Bildern und Flechtwerk.
Eine Seite ist mit dem Helden Sigurd und dem Drachen Fafnir verziert. Zuunterst findet sich die Abbildung, wie Sigurd den Drachen mit seinem Schwert tötet. Oben ist Sigurd über dem Feuer dargestellt, in dem das Herz Fafnirs brät, die verbrannten Finger kühlt er im Mund. Einer der Vögel sitzt auf seinem Rücken, während oben sein Hengst Grani, (der Graue) steht. Die andere Seite zeigt eine verstümmelte Figur mit einer Schlange, welche einen späteren Teil der Sage darstellt, als Gunnar, der besessen von dem Schatz war, in die Schlangengrube geworfen wird. Die Szene, in der Sigurd in der Grube mit seinem Schwert in den Drachen sticht, ist am deutlichsten am Kreuz von Jurby und auf Siguard's Cross von Kirk Andreas dargestellt.
Im 10. Jahrhundert war die Isle of Man etwa 90 Jahre lang Teil des „Kingdom of the Isles“ der Wikinger, bevor sie 989 Teil des Königreichs der Orkney wurde.